# جواو جودينهو
جواو جودينهو هو لاعب كرة قدم برتغالي في مركز حراسة المرمى، ولد في 28 سبتمبر 1984 في لشبونة في البرتغال. لعب مع مافرا.

## وصلات خارجية
- جواو جودينهو على موقع قاعدة بيانات كرة القدم.إي يو (الإنجليزية)
- جواو جودينهو على موقع Soccerway.com (الإنجليزية)